# Verdade, uma Ilusão
Verdade, Uma Ilusão é a sexta turnê da cantora brasileira Marisa Monte. Teve seu início no dia 01 de junho de 2012, na cidade de Curitiba  e se encerrou no dia 07 de dezembro de 2013, em Fortaleza . A turnê suporta o álbum "O Que Você Quer Saber de Verdade". Foi anunciado no final de Outubro de 2012 que a cantora irá voltar para Portugal, com dois shows em Lisboa.
No dia 07 de dezembro de 2012, Marisa fez um show especial para estudantes da Universidade do Estado do Rio de Janeiro, em comemoração aos 60 anos da mesma universidade. O show foi realizado no Odylo Costa Filho, localizado na mesma.

## Gravações
Antes do início da tour, Marisa foi convidada pelo iTunes a criar um conteúdo exclusivo para a chegada do programa à América Latina e ao Brasil. Marisa convidou os artistas Arnaldo Antunes, Carlinhos Brown, o argentino Gustavo Santaolalla, a mexicana Julieta Venegas e o trio da banda Nação Zumbi. O resultado, o EP "iTunes Live from São Paulo" foi disponibilizado gratuitamente por um período limitado de tempo em 16 de dezembro de 2011 .
O DVD da turnê foi gravado no dia 03 de agosto de 2013, em um show fechado para fã-clubes, na Cidade das Artes, no Rio de Janeiro.
Em 16 de maio de 2014 ocorreu no Rio de Janeiro a estreia do DVD. Cerca de 200 membros de fã-clubes da artista foram convidados pela artista a assistir ao produto final em uma sala de cinema. Marisa esteve no evento e tirou fotos com todos os fãs que estavam no local. Em 17 de maio, o mesmo será exibido nacionalmente pelo canal de televisão Multishow.
O DVD da turnê, Verdade, Uma Ilusão Tour 2012/2013, foi lançado no final de maio de 2014 e foi lançado em CD e Blu-Ray, além de DVD. Este registro contém a performance em sua íntegra, fato até então inédito na carreira audiovisual de Marisa Monte.

## Repertório
A lista de músicas cantadas na turnê possui variações em cada lugar. A lista abaixo é referente ao primeiro show da turnê .
O repertório contém principalmente músicas da própria Marisa, e contém um cover da cantora italiana Mina Mazzini em "Sono Como Tu Mi Vuoi".
1. Blanco
2. O Que Você Quer Saber de Verdade
3. Descalço no Parque
4. Arrepio
5. Ilusion
6. Depois
7. Amar Alguém
8. Diariamente
9. Infinito Particular
10. E.C.T.
11. De Mais Ninguém
12. Beija Eu
13. Eu Sei
14. Sono Come Tu Mi Vuoi
15. Ainda Bem
16. Verdade Uma Ilusão
17. A Sua
18. O Que se Quer
19. Gentileza
20. Tema de Amor
21. Não Vá Embora
22. Amor I Love You (bis)
23. Velha Infância (bis)
24. Hoje Eu Não Saio Não (bis) * [9]
25. Seja Feliz (bis)

1. Blanco
2. O Que Você Quer Saber de Verdade
3. Descalço no Parque
4. Arrepio
5. Ilusion
6. Depois
7. Amar Alguém
8. Diariamente
9. Infinito Particular
10. E.C.T.
11. De Mais Ninguém
12. Dizem (Quem Me Dera)
13. Velha Infância
14. Sono Come Tu Mi Vuoi
15. Ainda Bem
16. Verdade Uma Ilusão
17. Lencinho Querido
18. Gentileza
19. Não Vá Embora

1. Blanco
2. O Que Você Quer Saber de Verdade
3. Descalço no Parque
4. Arrepio
5. Ilusion
6. Depois
7. Amar Alguém
8. Diariamente
9. Infinito Particular
10. E.C.T.
11. De Mais Ninguém
12. Beija Eu
13. Dizem (Quem me dera)
14. Para Ver as Meninas
15. Sono Come Tu Mi Vuoi
16. Ainda Bem
17. Verdade Uma Ilusão
18. A Sua
19. Velha Infância
20. Gentileza
21. Não Vá Embora
22. Amor I Love You (bis)
23. Já Sei Namorar (bis)

## Datas
| Datas                  | Cidade         | País           | Local                                |
| ---------------------- | -------------- | -------------- | ------------------------------------ |
| América do Sul         |                |                |                                      |
| 1 de junho de 2012     | Curitiba       | Brasil         | Teatro Guaíra 5,218 / 5,819          |
| 2 de junho de 2012     | Curitiba       | Brasil         | Teatro Guaíra 5,218 / 5,819          |
| 3 de junho de 2012     | Curitiba       | Brasil         | Teatro Guaíra 5,218 / 5,819          |
| 7 de junho de 2012     | Porto Alegre   | Brasil         | Teatro do Sesi 5,794 / 6,370         |
| 8 de junho de 2012     | Porto Alegre   | Brasil         | Teatro do Sesi 5,794 / 6,370         |
| 9 de junho de 2012     | Porto Alegre   | Brasil         | Teatro do Sesi 5,794 / 6,370         |
| 10 de junho de 2012    | Porto Alegre   | Brasil         | Teatro do Sesi 5,794 / 6,370         |
| 21 de junho de 2012    | São Paulo      | Brasil         | HSBC Brasil 49,379 / 56,000          |
| 22 de junho de 2012    | São Paulo      | Brasil         | HSBC Brasil 49,379 / 56,000          |
| 23 de junho de 2012    | São Paulo      | Brasil         | HSBC Brasil 49,379 / 56,000          |
| 24 de junho de 2012    | São Paulo      | Brasil         | HSBC Brasil 49,379 / 56,000          |
| 28 de junho de 2012    | São Paulo      | Brasil         | HSBC Brasil 49,379 / 56,000          |
| 29 de junho de 2012    | São Paulo      | Brasil         | HSBC Brasil 49,379 / 56,000          |
| 30 de junho de 2012    | São Paulo      | Brasil         | HSBC Brasil 49,379 / 56,000          |
| 5 de julho de 2012     | São Paulo      | Brasil         | HSBC Brasil 49,379 / 56,000          |
| 6 de julho de 2012     | São Paulo      | Brasil         | HSBC Brasil 49,379 / 56,000          |
| 7 de julho de 2012     | São Paulo      | Brasil         | HSBC Brasil 49,379 / 56,000          |
| 12 de julho de 2012    | São Paulo      | Brasil         | HSBC Brasil 49,379 / 56,000          |
| 13 de julho de 2012    | São Paulo      | Brasil         | HSBC Brasil 49,379 / 56,000          |
| 14 de julho de 2012    | São Paulo      | Brasil         | HSBC Brasil 49,379 / 56,000          |
| 15 de julho de 2012    | São Paulo      | Brasil         | HSBC Brasil 49,379 / 56,000          |
| 23 de agosto de 2012   | Rio de Janeiro | Brasil         | Vivo Rio 54,897 / 64,000             |
| 24 de agosto de 2012   | Rio de Janeiro | Brasil         | Vivo Rio 54,897 / 64,000             |
| 25 de agosto de 2012   | Rio de Janeiro | Brasil         | Vivo Rio 54,897 / 64,000             |
| 26 de agosto de 2012   | Rio de Janeiro | Brasil         | Vivo Rio 54,897 / 64,000             |
| 31 de agosto de 2012   | Rio de Janeiro | Brasil         | Vivo Rio 54,897 / 64,000             |
| 1 de setembro de 2012  | Rio de Janeiro | Brasil         | Vivo Rio 54,897 / 64,000             |
| 2 de setembro de 2012  | Rio de Janeiro | Brasil         | Vivo Rio 54,897 / 64,000             |
| 7 de setembro de 2012  | Rio de Janeiro | Brasil         | Vivo Rio 54,897 / 64,000             |
| 8 de setembro de 2012  | Rio de Janeiro | Brasil         | Vivo Rio 54,897 / 64,000             |
| 9 de setembro de 2012  | Rio de Janeiro | Brasil         | Vivo Rio 54,897 / 64,000             |
| 14 de setembro de 2012 | Rio de Janeiro | Brasil         | Vivo Rio 54,897 / 64,000             |
| 15 de setembro de 2012 | Rio de Janeiro | Brasil         | Vivo Rio 54,897 / 64,000             |
| 16 de setembro de 2012 | Rio de Janeiro | Brasil         | Vivo Rio 54,897 / 64,000             |
| 21 de setembro de 2012 | Rio de Janeiro | Brasil         | Vivo Rio 54,897 / 64,000             |
| 22 de setembro de 2012 | Rio de Janeiro | Brasil         | Vivo Rio 54,897 / 64,000             |
| 23 de setembro de 2012 | Rio de Janeiro | Brasil         | Vivo Rio 54,897 / 64,000             |
| 28 de setembro de 2012 | São Paulo      | Brasil         | HSBC Brasil 21,397 / 24,000          |
| 29 de setembro de 2012 | São Paulo      | Brasil         | HSBC Brasil 21,397 / 24,000          |
| 30 de setembro de 2012 | São Paulo      | Brasil         | HSBC Brasil 21,397 / 24,000          |
| 5 de outubro de 2012   | São Paulo      | Brasil         | HSBC Brasil 21,397 / 24,000          |
| 6 de outubro de 2012   | São Paulo      | Brasil         | HSBC Brasil 21,397 / 24,000          |
| 7 de outubro de 2012   | São Paulo      | Brasil         | HSBC Brasil 21,397 / 24,000          |
| 15 de novembro de 2012 | Goiânia        | Brasil         | Teatro Rio Vermelho 2,007 / 2,007    |
| 17 de novembro de 2012 | Brasília       | Brasil         | Centro de Convenções 7,132 / 9,000   |
| 18 de novembro de 2012 | Brasília       | Brasil         | Centro de Convenções 7,132 / 9,000   |
| 20 de novembro de 2012 | Uberlândia     | Brasil         | Center Convention                    |
| 22 de novembro de 2012 | Belo Horizonte | Brasil         | Palácio das Artes                    |
| 23 de novembro de 2012 | Belo Horizonte | Brasil         | Palácio das Artes                    |
| 24 de novembro de 2012 | Belo Horizonte | Brasil         | Palácio das Artes                    |
| 25 de novembro de 2012 | Belo Horizonte | Brasil         | Palácio das Artes                    |
| 7 de dezembro de 2012  | Rio de Janeiro | Brasil         | Teatro Odylo Costa Filho             |
| 14 de dezembro de 2012 | Brasília       | Brasil         | Ginásio Nilson Nelson 5,183 / 7,500  |
| 10 de janeiro de 2013  | Salvador       | Brasil         | Teatro Castro Alves 4,156 / 4,216    |
| 11 de janeiro de 2013  | Salvador       | Brasil         | Teatro Castro Alves 4,156 / 4,216    |
| 12 de janeiro de 2013  | Salvador       | Brasil         | Teatro Castro Alves 4,156 / 4,216    |
| 13 de janeiro de 2013  | Salvador       | Brasil         | Teatro Castro Alves 4,156 / 4,216    |
| 16 de janeiro de 2013  | Recife         | Brasil         | Teatro Guararapes                    |
| 17 de janeiro de 2013  | Recife         | Brasil         | Teatro Guararapes                    |
| 18 de janeiro de 2013  | Recife         | Brasil         | Teatro Guararapes                    |
| 22 de janeiro de 2013  | São Luís       | Brasil         | Ginásio Castelinho                   |
| 25 de janeiro de 2013  | Fortaleza      | Brasil         | Siará Hall                           |
| 26 de janeiro de 2013  | Fortaleza      | Brasil         | Siará Hall                           |
| 2 de março de 2013     | Belo Horizonte | Brasil         | Chevrolet Hall 2,678 / 3,500         |
| 7 de março de 2013     | Florianópolis  | Brasil         | Costão do Santinho                   |
| 8 de março de 2013     | Florianópolis  | Brasil         | Costão do Santinho                   |
| 9 de março de 2013     | Curitiba       | Brasil         | Teatro Guaíra 4,233 / 4,346          |
| 10 de março de 2013    | Curitiba       | Brasil         | Teatro Guaíra 4,233 / 4,346          |
| 14 de março de 2013    | Porto Alegre   | Brasil         | Teatro do Sesi 2,997 / 3,600         |
| 15 de março de 2013    | Porto Alegre   | Brasil         | Teatro do Sesi 2,997 / 3,600         |
| 17 de março de 2013    | Novo Hamburgo  | Brasil         | Teatro Feevale                       |
| Europa                 |                |                |                                      |
| 14 de abril de 2013    | Londres        | Inglaterra     | HMV Hammersmith Apollo 1,245 / 1,500 |
| 16 de abril de 2013    | Roma           | Itália         | Accad. Nazionale Di Santa Cecilia    |
| 18 de abril de 2013    | Paris          | França         | Le Grand Rex 1,015 / 1,300           |
| 20 de abril de 2013    | Mogúncia       | Alemanha       | Rheingoldhalle                       |
| 22 de abril de 2013    | Zurique        | Suíça          | Volkshaus                            |
| 24 de abril de 2013    | Porto          | Portugal       | Coliseu do Porto 3,167 / 4,000       |
| 25 de abril de 2013    | Porto          | Portugal       | Coliseu do Porto 3,167 / 4,000       |
| 27 de abril de 2013    | Lisboa         | Portugal       | Coliseu de Lisboa3,906 / 4,600       |
| 28 de abril de 2013    | Lisboa         | Portugal       | Coliseu de Lisboa3,906 / 4,600       |
| 30 de abril de 2013    | Barcelona      | Espanha        | Gran Teatre de Liceu                 |
| 2 de maio de 2013      | Madri          | Espanha        | Teatro Real                          |
| América do Sul         |                |                |                                      |
| 17 de maio de 2013     | Campinas       | Brasil         | Ginásio Coliseo do Liceu             |
| 18 de maio de 2013     | Campinas       | Brasil         | Ginásio Coliseo do Liceu             |
| 11 de junho de 2013    | Buenos Aires   | Argentina      | Teatro Gran Rex                      |
| 12 de junho de 2013    | Buenos Aires   | Argentina      | Teatro Gran Rex                      |
| América do Norte       |                |                |                                      |
| 23 de junho de 2013    | Miami Beach    | Estados Unidos | The Fillmore Miami Beach             |
| 24 de junho de 2013    | Miami Beach    | Estados Unidos | The Fillmore Miami Beach             |
| 26 de junho de 2013    | Nova Iorque    | Estados Unidos | Beacon Theatre                       |
| 28 de junho de 2013    | Nova Iorque    | Estados Unidos | Beacon Theatre                       |
| América do Sul         |                |                |                                      |
| 29 de novembro de 2013 | Recife         | Brasil         | Teatro Guararapes                    |
| 30 de novembro de 2013 | Recife         | Brasil         | Teatro Guararapes                    |
| 3 de dezembro de 2013  | João Pessoa    | Brasil         | Domus Hall 3,035 / 3,500             |
| 5 de dezembro de 2013  | Natal          | Brasil         | Teatro Riachuelo 1,500 / 1,500       |
| 7 de dezembro de 2013  | Fortaleza      | Brasil         | Siará Hall                           |